# Sam Watson
Sam Watson (født 2006) er en amerikansk sportsklatrer.
Han repræsenterede USA ved sommer-OL 2024 i Paris, hvor han vandt bronze i hurtigklatring.